# Sportsko društvo Rusin Mikluševci
Sportsko društvo Rusin je športsko društvo iz Mikluševaca u Vukovarsko-srijemskoj županiji.
U sezoni 2020./21. se natječe se u 3. ŽNL Vukovarsko-srijemska NS Vukovar.
Utemeljeno je 1933. godine. Klub je hrvatske nacionalne manjine Rusina.
U sklopu SD Rusin djeluje nogometni klub, kao i odjeli za stolni tenis, streljaštvo i šah.
Povodom 70. obljetnice postojanja športskog društva, SD Rusin je izdao i knjigu o sebi, autora Đure Ljikara iz Mikluševaca.

## Nogometni klub
Nogometni klub Rusin je u Republici Hrvatskoj reaktiviran 2001. godine. U sezoni 2003./04. osvaja prvo mjesto u 3. ŽNL, da bi nakon sezone 2004./05. prestao biti aktivan. Od sezone 2017./18., ponovno je aktivirana seniorska ekipa, te se počinje natjecanje od najnižeg ranga, odnosno 3. ŽNL Vukovarsko-srijemske NS Vukovar.

## Vanjske poveznice
- Mikluševačko ljeto 2003. (arhiva)